# 张同吾
张同吾（1939年—2015年8月8日），男，祖籍河北乐亭，生于黑龙江哈尔滨，中国诗人，曾任中国诗歌学会秘书长。

## 生平
1962年毕业于北京师范学院中文系。毕业后在北京通州师范学校和通州四中任教，1979年起在北京师大中文系主讲中国现代文学，1983年调至中国作协创研部任研究员。后担任中国诗歌学会、国际华文诗人笔会秘书长。1985年加入中国作家协中国诗歌学会。
20世纪90年代初期，手无分文的张同吾克服种种困难创办中国诗歌学会，并捐出部分稿费用于相关费用，而后担任中国诗歌学会秘书17年。
2015年8月8日，病逝于北京东方医院。

## 主要作品
张同吾从60年代开始发表作品。著有中篇小说集《爱，不是选择》，诗集《中秋月》，专著《小说艺术鉴赏》、《诗的审美与技巧》、《诗潮思考录》等。

## 评价
诗歌理论家阿红评价张同吾“不执不随，不媚不俗。”“评论一段时间的诗，他能作出精当的历史的有说服力的概括，指陈得失与路向；评论一位诗人的诗，他从多角度观察，从横向纵向比较，他能作出恰切的中肯的评价。”
2015年7月24日，诗人七月带着艾青夫人高瑛买的的蛋白粉和虫草看望张同吾。“张先生自己站了起来，还告诉晚辈，自己身体状况很好。”七月回忆道，并称赞他“临终前仍然很坚强”。
张同吾去世后，诗人大卫在微博上悼念：“上帝又收获了一枚人间的硕果，尘世又失去了一块诗歌的青铜。”

## 文学主张
张同吾执教于北京师大中文系时提出二十世纪三十年代的文学是中国现代文学史上的黄金时代。认为“讲假话，讲套话，口是心非，可笑而可悲，中国文化有许多长处，但虚假性和程式化正表现出民族性格中的弱点。”
张同吾认为真正意义上的诗“不仅是精湛的语言和优美的情思，不仅是丰富的想象和深刻的哲理，而且要求它能够在神奇的语言符号和独特的意象组合中，包容着丰富的文化积淀和新鲜的审美发现，从而找到在历史踪迹和文化脉络中，一个民族文化性格的生成和发展，可以看到伴随着文化江河的流动，诗人的文化认同与文化批判，诗人的心路历程和超越意识。”
张同吾表示自己厌恶因猎奇而“围观”，并认为好诗无人欣赏，而一些“不是诗的诗”却受追捧是一种文化的悲哀。他还认为诗歌代表了人类最高的智慧。